# Цесі (Чечня)
Цесі (рос. Цеси) — село у Шаройському районі Чечні Російської Федерації.
Населення становить 91 особу (2019). Входить до складу муніципального утворення Цесинське сільське поселення.

## Історія
Згідно із законом від 14 липня 2008 року органом місцевого самоврядування є Цесинське сільське поселення.

## Населення
| 2002 | 2010 | 2012 | 2013 | 2014 | 2015 | 2016 |
| ---- | ---- | ---- | ---- | ---- | ---- | ---- |
| 71   | ↗111 | ↘106 | ↘100 | ↘93  | ↘88  | ↗91  |
| 2017 | 2018 | 2019 |      |      |      |      |
| ↘85  | ↗91  | →91  |      |      |      |      |